# Кімберлі Вудс
Кімберлі Вудс (8 вересня 1995 , Рагбі, Західний Мідленд ) — британська веслувальниця, бронзова призерка Олімпійських ігор 2024 року.

## Виступи на Олімпіадах
| Олімпіада  | Дисципліна                | Місце |
| ---------- | ------------------------- | ----- |
| Токіо 2020 | байдарки-одиночки, слалом | 10    |
| Париж 2024 | байдарки-одиночки, слалом | 3     |
| Париж 2024 | байдарки-крос             | 3     |

## Зовнішні посилання
- Кімберлі Вудс на сайті International Canoe Federation (англійська)
- Кімберлі Вудс на сайті Olympedia (англійська)
- Кімберлі Вудс на сайті British Olympic Association (англійська)